# Stephen Dami Mamza
Stephen Dami Mamza (Bazza, 30 de novembro de 1969) é um clérigo nigeriano e bispo católico romano de Yola.
Stephen Dami Mamza foi ordenado sacerdote pela Diocese de Maiduguri em 13 de abril de 1996.
Papa Bento XVI o nomeou bispo de Yola em 18 de fevereiro de 2011. O Núncio Apostólico na Nigéria, Dom Augustine Kasujja, doou-lhe a ordenação episcopal no dia 7 de abril do mesmo ano; Os co-consagradores foram Charles M. Hammawa, bispo de Jalingo, e Oliver Dashe Doeme, bispo de Maiduguri. 